# Sebastian Griesbeck
Sebastian Griesbeck (ur. 3 października 1990 w Ulm) – niemiecki piłkarz występujący na pozycji pomocnika. Wychowanek TV Wiblingen, w trakcie swojej kariery grał także w takich zespołach, jak Ulm 1846, 1. FC Heidenheim oraz Union Berlin.